# Валравен II ван Бредероде
Валравен II ван Бредероде (на нидерландски: Walraven II van Brederode; * 8 януари 1462 във Вианен; † февруари 1531) от род фон Бредероде, е господар на Бредероде, Вианен и Амайде, бургграф на Утрехт.

## Биография
Той е син на Райналд II ван Бредероде (1415 – 1473) и първата му съпруга Йоланда ван Лалайнг († 1497), дъщеря на Вилем ван Лалайнг (1395 – 1475). Внук е на Валравен I ван Бредероде († 1417) и Йохана ван Вианен († 1418). Баща му Райналд II е брат на Гизберт ван Бредероде (1416 – 1475), епископ на Утрехт (1455 – 1456), и става през 1445 г. рицар на Ордена на Златното руно и наследствен бургграф на Утрехт.
На 16 октомври 1473 г. Валравен II наследява баща си като 10. господар на Бредероде. През 1486 г. император Максимилиан I Австрийски го прави рицар и той заема място в съвета на Максимилиан.
Умира през февруари 1531 г. на 69 години във Вианен и е погребан там.

## Фамилия
Първи брак: с неблагордничката Геертруида ван Алфен. Те имат седем незаконни деца:
- Райналд (бастард) ван Бредероде
- дете (бастард) ван Бредероде
- Ян (бастард) ван Бредероде

Втори брак: през 1492 г. с Маргрета ван Борзелен (* ок. 1472; † между 14 февруари и 30 юни 1509, Брюксел), дъщеря на граф Волфарт VI ван Борселен, губернатор на Холанд, Зееланд и Фризия (1430 – 1487), и графиня Шарлота Бурбонска († 1478). Те имат децата:
- Райналд III ван Бредероде (* 4 септември 1492, замък Бредероде, Сантпоорт; † 25 септември 1556, Брюксел), женен 1521 г. за Филипина де Ла Марк († 1537)
- Франциска ван Бредероде (1500 – 1553)
- Волфхарт ван Бредероде († 1548), женен за Адриана Балк Фрау фон Асте
- Франциска ван Бредероде († 8 март 1553), омъжена на 30 май 1525 г. за Хайнрих I фрайхер фон Мероде граф фон Оелен (1505 – 1554/1564)
- Шарлота ван Бредероде (* 1495; † 28 септември 1529), омъжена на 12 юни 1509 г. за бургграф Йохан III ван Монфор (1448 – 1521/1522)

Трети брак: на 11 май 1508 г. с Анна фон Нойенар (* ок. 1490; † 1535), дъщеря на граф Вилхелм I фон Нойенар († 1497) и Валбурга фон Мандершайд-Шлайден (1468 – 1530/1535). Те имат децата:
- Франц ван Бредеродее († 1529)
- Валпурга ван Бредероде (* 8 януари 1512; † 6 януари 1567), омъжена на 30 януари 1530 г. за граф Арнолд II фон Бентхайм-Щайнфурт (* 1497; † 19 август 1553)
- Маргарета ван Бредероде (* 1513/1514; † 2 януари 1577), абатиса на Торн
- Йоланда ван Бредероде (* 31 март 1516?; † сл. 1 март 1553), омъжена за Якоб фон Бургундия-Люксембург († 1557, Страсбург)
- Балтазар ван Бредероде († 1576), женен за Катарина фон Бронкхорст-Батенбург
- Мария ван Бредероде († сл. 1554), омъжена за Годхард фон Милендонк
- Анна ван Бредероде († сл. 1532)
- Магдалена ван Бредероде († сл. 1546)